# Anopheles melanoon
Anopheles melanoon este o specie de țânțari din genul Anopheles, descrisă de Hackett în anul 1934. Conform Catalogue of Life specia Anopheles melanoon nu are subspecii cunoscute.